# Mohamed Amin (photojournaliste)
Pour les articles homonymes, voir Amin.
Mohamed Amin (né le 29 août 1943 et mort le 23 novembre 1996) était un  photojournaliste kényan célèbre pour ses photos et vidéos de la famine en Éthiopie. Il fut parmi les victimes du crash du Vol 961 d'Ethiopian Airlines le 23 novembre 1996.